# ヌガ作戦
ヌガ作戦（Operation Nougat）
は、1961年から1962年にかけてアメリカ合衆国が（1つの実験を除き）ネバダ核実験場で実施した、45回に及ぶ核実験である。
ネバダ核実験場以外で行われた唯一の実験は、ニューメキシコ州カールスバッドで行われたノーム実験（地下核実験）である。この実験は核の平和利用を目指したプラウシェア計画の第1回実験として行われ、放射性同位体の生産、実験跡地に水を注入して得る水蒸気による発電、爆発に伴う地震波の測定などを目的としていた。しかし、爆発の際にシャフトから放射性降下物が地表に噴出したため実験は失敗に終わった。

## 概要

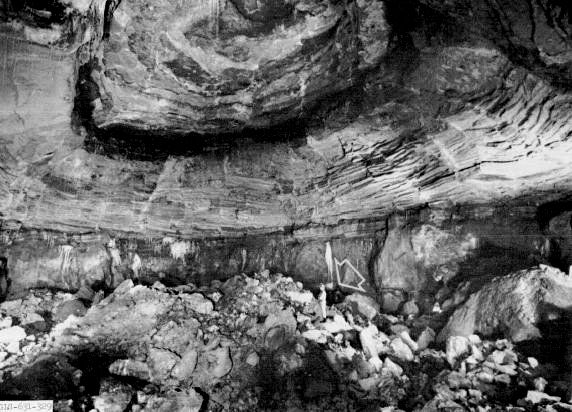
ノーム実験で生じた地下の空洞。中央付近に調査隊の姿が見える（矢印）

ヌガ作戦で実施された実験の詳細は以下の通り。
| 名称                                  | 日付           | 核出力         |
| ------------------------------------- | -------------- | -------------- |
| アントラー (ANTLER)                   | 1961年9月15日  | 2.6キロトン    |
| シュルゥ (SHREW)                      | 1961年9月16日  | 20キロトン以下 |
| ブーマー (BOOMER)                     | 1961年10月1日  | 20キロトン以下 |
| チェナ (CHENA)                        | 1961年10月10日 | 20キロトン以下 |
| ミンク (MINK)                         | 1961年10月29日 | 20キロトン以下 |
| フィッシャー (FISHER)                 | 1961年12月3日  | 13.4キロトン   |
| ノーム (GNOME)                        | 1961年12月10日 | 3キロトン      |
| マッド (MAD)                          | 1961年12月13日 | 0.5キロトン    |
| リングテイル (RINGTAIL)               | 1961年12月17日 | 20キロトン以下 |
| フィーサー (FEATHER)                  | 1961年12月22日 | 0.15キロトン   |
| ストート (STOAT)                      | 1962年1月9日   | 5.1キロトン    |
| アゴティ (AGOUTI)                     | 1962年1月18日  | 6.4キロトン    |
| ドーマウス (DORMOUSE)                 | 1962年1月30日  | 20キロトン以下 |
| スティルウォーター (STILLWATER)       | 1962年2月8日   | 3.07キロトン   |
| アルマジロ (ARMADILLO)                | 1962年2月9日   | 7.1キロトン    |
| ハード・ハット (HARD HAT)             | 1962年2月15日  | 5.7キロトン    |
| チンチラI (CHINCHILLA I)              | 1962年2月19日  | 1.9キロトン    |
| コソウ (CODSAW)                       | 1962年2月19日  | 20キロトン以下 |
| シマロン (CIMARRON)                   | 1962年2月23日  | 11.9キロトン   |
| プラティプス (PLATYPUS)               | 1962年2月24日  | 20キロトン以下 |
| パンパス (PAMPAS)                     | 1962年3月1日   | 9.5キロトン    |
| ダニー・ボーイ (DANNY BOY)            | 1962年3月5日   | 0.43キロトン   |
| アーマイン (ERMINE)                   | 1962年3月6日   | 20キロトン以下 |
| ブラゾス (BRAZOS)                     | 1962年3月8日   | 8.4キロトン    |
| ホグノース (HOGNOSE)                  | 1962年3月15日  | 20キロトン以下 |
| ホージック (HOOSIC)                   | 1962年3月28日  | 3.4キロトン    |
| チンチラII (CHINCHILLA II)            | 1962年3月31日  | 20キロトン以下 |
| ドーマウス・プライム (DORMOUSE PRIME) | 1962年4月5日   | 10.6キロトン   |
| パサイク (PASSAIC)                    | 1962年4月6日   | 20キロトン以下 |
| ハドソン (HUDSON)                     | 1962年4月12日  | 20キロトン以下 |
| プラッテ (PLATTE)                     | 1962年4月14日  | 1.85キロトン   |
| デッド (DEAD)                         | 1962年4月21日  | 20キロトン以下 |
| ブラック (BLACK)                      | 1962年4月27日  | 20キロトン以下 |
| パカ (PACA)                           | 1962年5月7日   | 20キロトン以下 |
| アリカリー (ARIKAREE)                 | 1962年5月10日  | 20キロトン以下 |
| アードバルク (AARDVARK)               | 1962年5月12日  | 40キロトン     |
| イール (EEL)                          | 1962年5月19日  | 4.5キロトン    |
| ホワイト (WHITE)                      | 1962年5月25日  | 20キロトン以下 |
| ラクーン (RACCOON)                    | 1962年6月1日   | 20キロトン以下 |
| パックラット (PACKRAT)                | 1962年6月6日   | 20キロトン以下 |
| デモイン (DES MOINES)                 | 1962年6月13日  | 2.9キロトン    |
| ダマンI (DAMAN I)                     | 1962年6月21日  | 20キロトン以下 |
| ハイマーカー (HAYMAKER)               | 1962年6月27日  | 67キロトン     |
| マシュマロ (MARSHMALLOW)              | 1962年6月28日  | 20キロトン以下 |
| サクラメント (SACRAMENTO)             | 1962年6月30日  | 20キロトン以下 |